# Xin Hu
Xin Hu (kinesiska: 心湖) är en sjö i Kina. Den ligger i den autonoma regionen Tibet, i den sydvästra delen av landet, omkring 840 kilometer nordväst om regionhuvudstaden Lhasa. Xin Hu ligger 4 813 meter över havet. Arean är 32 kvadratkilometer. Den sträcker sig 7,3 kilometer i nord-sydlig riktning, och 6,7 kilometer i öst-västlig riktning.
Genomsnittlig årsnederbörd är 173 millimeter. Den regnigaste månaden är augusti, med i genomsnitt 47 mm nederbörd, och den torraste är december, med 1 mm nederbörd.